# Máire Brennan
Moya Brennan, Maire Brennan, właśc. Máire Ní Bhraonáin (ur. 4 sierpnia 1952 w Gaoth Dobhair (Gweedore) w Irlandii) – irlandzka wokalistka znana z występów w rodzinnej formacji Clannad. Jest najstarsza z dziewięciorga rodzeństwa a jej siostrą jest m.in. Enya.
Przez jakiś czas nagrywała jako Maire Brennan (longplaye Maire z 1992 roku, Misty Eyed Adventures z 1995 roku, Perfect Time z 1998 roku i nominowany do nagrody Grammy Whisper To The Wild Water z 1999 roku). Jej wokal stał się powszechnie rozpoznawalny dzięki sukcesom Clannad – od przełomowej ścieżki dźwiękowej brytyjskiego serialu Harry's Game (użytej również w filmie Czas patriotów), przez muzykę do produkcji Ostatni Mohikanin czy Robin z Sherwood, po singel "In A Lifetime", zaśpiewany przez nią wraz z Bono. Od 2002 roku postanowiła występować jako Moya Brennan i tak sygnowany był jej longplay z 2003 roku, zatytułowany Two Horizons oraz kolejny, który ukazał się dwa lata później – An Irish Christmas.
Maire Brennan mieszka w Dublinie, w Irlandii. Często podróżuje angażując się w działalność organizacji charytatywnych. Jest ambasadorem dobrej woli Christian Blind Mission. Brennan jest ewangeliczną chrześcijanką i należy do kościoła będącego częścią Wspólnoty Zborów Bożych.
Artystka dwukrotnie wystąpiła w Polsce z zespołem Clannad oraz czterokrotnie solo (2010): 29 listopada we Wrocławiu, 30 listopada w Poznaniu, 1 grudnia w Warszawie i 2 grudnia w Gdańsku.
Kolejny raz artystka wystąpiła w Polsce 17 czerwca 2016 r. w Bydgoszczy podczas IX Bydgoskiego Festiwalu Wodnego "Ster na Bydgoszcz". Ostatni występ w Polsce odbył się 3 marca 2017 r. w Warszawie, w klubie muzycznym Progresja.

## Dyskografia
- Máire (1992)
- Misty Eyed Adventures (1994)
- Perfect Time (1998)
- Whisper To The Wild Water (1999)
- New Irish Hymns (2002)
- Two Horizons (2003)
- Óró - A Live Session (2005)
- An Irish Christmas (2005)
- Signature (2006)
- Heart Strings (2008)
- Canvas (2017)